# Reynolds-Zahl
Die Reynolds-Zahl (Formelzeichen: {\displaystyle Re}) ist eine nach dem Physiker Osborne Reynolds benannte dimensionslose Kennzahl. Sie wird in der Strömungslehre verwendet und kann als das Verhältnis von Trägheits- zu Zähigkeitskräften verstanden werden (bzw. das Verhältnis von spezifischer Impulskonvektion zu Impulsdiffusion im System). Das Strömungsverhalten geometrisch ähnlicher Körper ist bei gleicher Reynolds-Zahl ähnlich. Diese Eigenschaft ermöglicht es, realitätsnahe Versuche mit einem verkleinerten Modell im Wind- oder Wasserkanal durchzuführen.

## Definition
Die Reynolds-Zahl ist definiert als
{\displaystyle {\mathit {Re}}={\frac {\rho _{0}\,v\,L}{\eta }}={\frac {v\,L}{\nu }}}
Dabei ist {\displaystyle \rho _{0}} die Dichte des Fluids, {\displaystyle v} die Strömungsgeschwindigkeit des Fluids gegenüber dem Körper und {\displaystyle L} eine charakteristische Länge des Körpers. Die kinematische Viskosität {\displaystyle \nu } des Fluids ist deren durch die Dichte {\displaystyle \rho _{0}} dividierte dynamische Viskosität {\displaystyle \eta }: {\displaystyle \nu =\eta /\rho _{0}}.
Die charakteristische Länge, auch Bezugslänge genannt, wird für die jeweilige Problemstellung definiert. Bei Strömungskörpern wird üblicherweise die Länge des Körpers in Strömungsrichtung gewählt. Bei Widerstandskörpern wird meist die Breite oder Höhe quer zur Strömungsrichtung, bei Rohrströmungen der Radius oder Durchmesser des Rohres und bei Gerinnen die Tiefe oder die Breite an der Gerinne-Oberfläche als charakteristische Länge genommen.

### Herleitung
In der Navier-Stokes-Gleichung für inkompressible Fluide wird die Geschwindigkeit {\displaystyle \mathbf {u} } durch Division durch {\displaystyle v} dimensionslos gemacht, die räumlichen Ableitungen {\displaystyle \nabla } durch Multiplikation mit {\displaystyle L} und folglich die zeitliche Ableitung durch Multiplikation mit {\displaystyle L/v} und der Druck durch Division durch {\displaystyle \rho _{0}\cdot v^{2}}. Damit wird aus der dimensionsbehafteten Gleichung
{\displaystyle {\frac {\partial \mathbf {u} }{\partial t}}+(\mathbf {u} \cdot \nabla )\mathbf {u} =\nu \,\nabla ^{2}\mathbf {u} -\nabla {\frac {p}{\rho _{0}}}}
die dimensionslose Form:
{\displaystyle {\frac {\partial \mathbf {u} }{\partial t}}+(\mathbf {u} \cdot \nabla )\mathbf {u} ={\frac {1}{\mathit {Re}}}\,\nabla ^{2}\mathbf {u} -\nabla p.}
Alternativ – im allgemeinen Fall – können dimensionslose Kennzahlen über das Buckinghamsche Π-Theorem gebildet werden.

## Anwendungen

### Rohrströmung
Überschreitet die Reynolds-Zahl einen problemabhängigen kritischen Wert {\displaystyle {\mathit {Re}}_{\mathrm {krit} }}, wird eine bis dahin laminare Strömung anfällig gegen kleine Störungen. Entsprechend ist für {\displaystyle {\mathit {Re}}>{\mathit {Re}}_{\mathrm {krit} }} mit einem Umschlag von laminarer in turbulente Strömung zu rechnen. Für die Rohrströmung wurde dies erstmals von Osborne Reynolds beschrieben.
Bei Rohrströmungen werden als charakteristische Größen üblicherweise der Innendurchmesser {\displaystyle L=d}, der Betrag der über den Querschnitt gemittelten Geschwindigkeit {\displaystyle v=v_{\mathrm {m} }} und die Viskosität des Fluids {\displaystyle \nu } verwendet.
{\displaystyle {\mathit {Re}}={\frac {v_{\mathrm {m} }\,d}{\nu }}}.
In der Literatur wird häufig ein Wert von {\displaystyle {\mathit {Re}}_{\mathrm {krit} }=2300} zitiert. Er geht auf Messungen von Julius Rotta zurück.
Die kritische Reynolds-Zahl {\displaystyle {\mathit {Re}}_{\mathrm {krit} }} charakterisiert nicht exakt den Übergang von einer laminaren zu einer turbulenten Strömung. Vielmehr zerfallen Turbulenzen unterhalb der kritischen Reynolds-Zahl, und zwar umso schneller, je kleiner die Reynolds-Zahl ist. Es ist in Experimenten gelungen, laminare Rohrströmungen mit Reynolds-Zahlen um 50 000 zu erzeugen, ohne dass die Strömung turbulent geworden ist. Der Rekord liegt derzeit bei {\displaystyle {\mathit {Re}}=100\,000}. Wenn Störungen den Umschlag in eine turbulente Strömung erzeugen, bleibt die Strömung bei überkritischer Reynolds-Zahl turbulent.
Die kritische Reynolds-Zahl {\displaystyle {\mathit {Re}}_{\mathrm {krit} }}, die den Übergang zwischen turbulenter und laminarer Strömung markiert, ist nicht nur abhängig von der Geometrie des Anwendungsfalles, sondern auch von der Wahl der charakteristischen Länge. Wird zum Beispiel der Rohrradius statt des Durchmessers der Strömung als charakteristisches Längenmaß einer Rohrströmung gewählt, halbiert sich der Zahlenwert {\displaystyle {\mathit {Re}}_{\mathrm {krit} }={\frac {2300}{2}}=1150}. Die Aussage bleibt jedoch gleich. Da die kritische Reynolds-Zahl kein exakter Wert ist, sondern einen breiten Übergangsbereich der Strömungsverhältnisse vereinfacht darstellt, werden die üblicherweiser verwendeten Zahlenwerte oft gerundet (z. B. 1200 mit dem Rohrradius als charakteristische Größe).

### Flugobjekte
Die Reynolds-Zahl ist eine wichtige Größe innerhalb der Ähnlichkeitstheorie. Will man zum Beispiel ein verkleinertes Modell eines Flugzeuges in einem Windkanal untersuchen, so muss der Wert der Reynolds-Zahl von Original und Modell gleich sein, um ein ähnliches Strömungsfeld zu erhalten. Entsprechend muss bei einem um einen Faktor {\displaystyle f} verkleinerten Modell das Verhältnis {\displaystyle {\tfrac {v}{\nu }}} um den Faktor {\displaystyle f} erhöht werden.

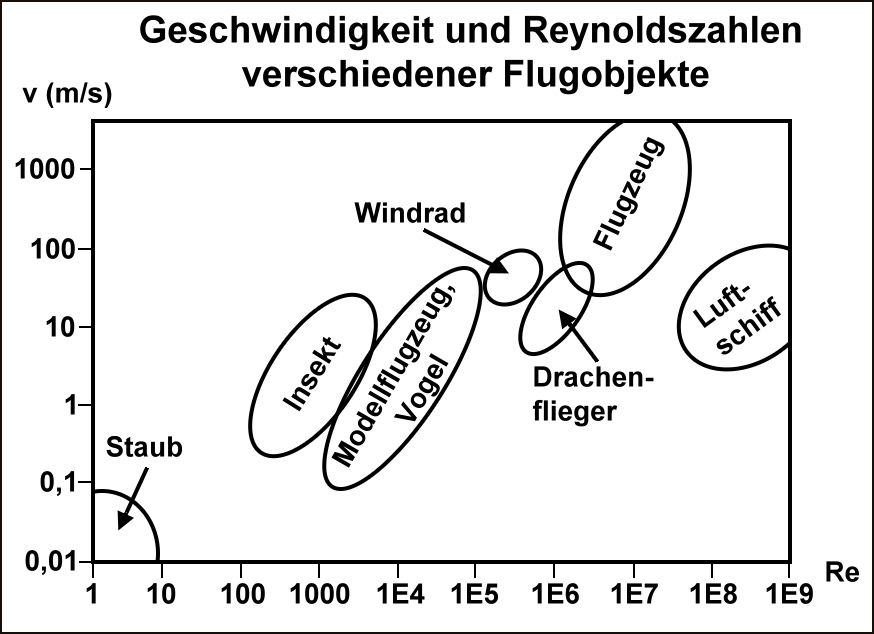
Geschwindigkeiten und Reynolds-Zahlen einiger Flugobjekte

Das Diagramm rechts vergleicht Geschwindigkeiten und zugehörige Reynolds-Zahlen der Strömungen um einige Flugobjekte. Beispielsweise sind die Reynolds-Zahlen von Luftschiffen höher als die von Flugzeugen. Sie bewegen sich zwar mit geringerer Geschwindigkeit, sind aber deutlich größer.
Damit in einem skalierten Modellversuch die gleichen Ergebnisse erhalten werden, müssen ggf. auch weitere dimensionslose Kennzahlen, die in den entdimensionalisierten Strömungsgleichungen auftreten, gleich bleiben. Wenn beispielsweise bei hohen Fluggeschwindigkeiten Änderungen in der Dichte relevant werden, ändert sich die auch Machzahl. Wenn im Versuch diese Änderung nicht berücksichtigt wird, kann es zu abweichenden Ergebnissen kommen.
Bei der Auslegung von Windkraftanlagen spielt die Reynolds-Zahl ebenfalls eine Rolle. Durch sie lässt sich der Strömungsabriss an deren Flügeln bestimmen und somit die Anlage für gewünschte Windgeschwindigkeiten auslegen.

### Gerinneströmung
Bei Gerinneströmungen werden als charakteristische Größen der hydraulische Durchmesser {\displaystyle d_{\mathrm {h} }}, der Betrag der mittleren Fließgeschwindigkeit über den durchflossenen Querschnitt {\displaystyle v_{\mathrm {m} }} und die kinematische Viskosität des Fluids {\displaystyle \nu } verwendet.
{\displaystyle Re={\frac {v_{\mathrm {m} }\,d_{\mathrm {h} }}{\nu }}}

### Rührerströmung
Bei einem Rührer wird die Reynolds-Zahl durch den Durchmesser {\displaystyle D} des Rührers, dessen Drehzahl {\displaystyle N} in 1/s, sowie die Dichte {\displaystyle \rho } und die dynamische Viskosität {\displaystyle \eta } der Flüssigkeit bestimmt:
{\displaystyle {\mathit {Re}}={\frac {\rho \,N\,D^{2}}{\eta }}}
Bei {\displaystyle {\mathit {Re}}>10\,000} gilt die Strömung am Rührer als turbulent.

## Hinweise
In idealen Flüssigkeiten gibt es keine Viskosität und die Reynolds-Zahl ist unendlich.
In der Magnetohydrodynamik wird die magnetische Reynolds-Zahl definiert.